# Tångeråsa socken

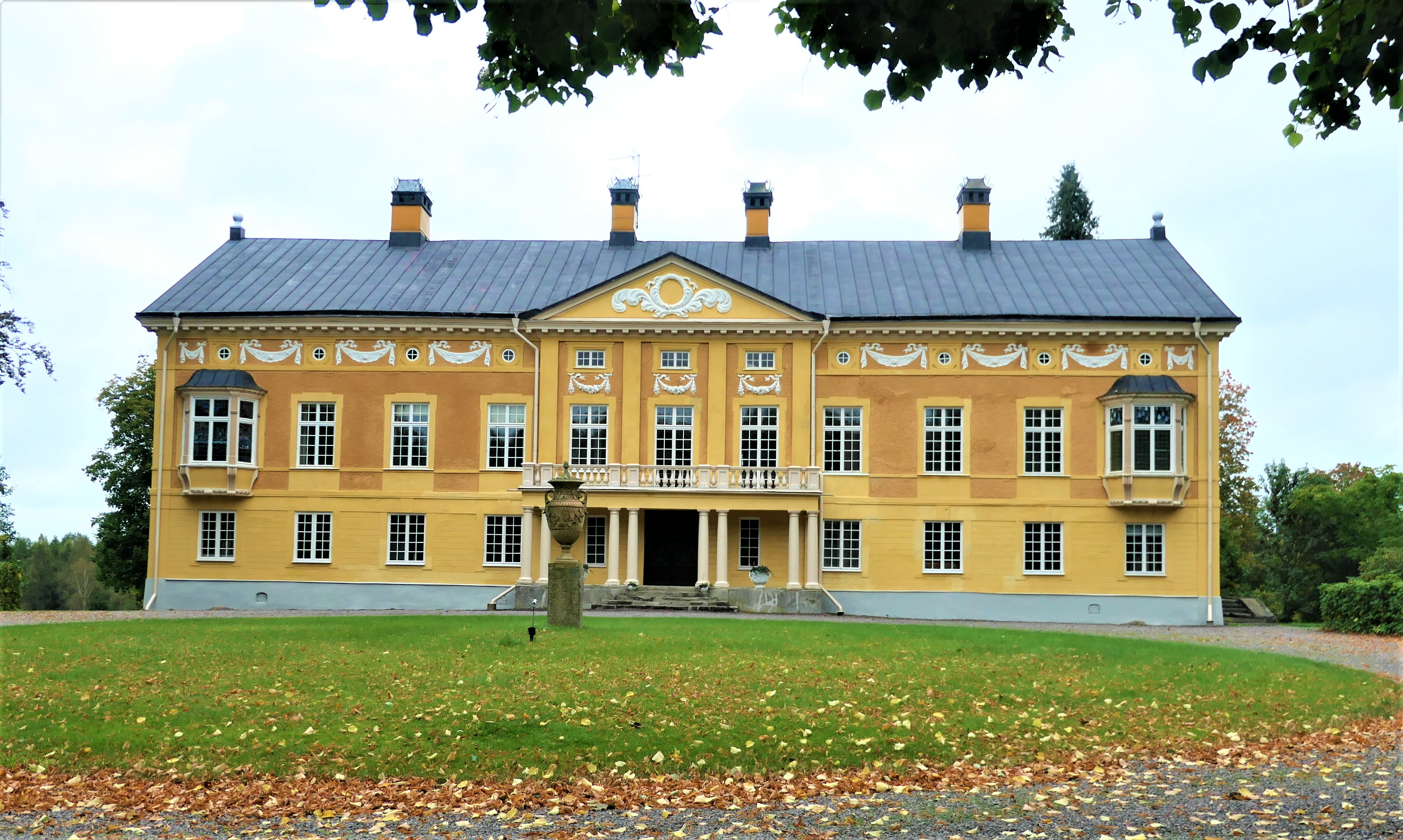
Trystorps herrgård

Tångeråsa socken i Närke ingick i Edsbergs härad, ingick mellan 1965 och 1967 i Hallsbergs köping och ingår sedan 1995 i Lekebergs kommun i Örebro län och motsvarar från 2016 Tångeråsa distrikt.
Socknens areal är 53,48 kvadratkilometer, varav 52,31 land. År 2000 fanns här 97 invånare. Herrgården Trystorp och sockenkyrkan Tångeråsa kyrka ligger i socknen.

## Administrativ historik
Tångeråsa socken har medeltida ursprung. Skagershults församling utbröts före 1647 och Skagershults socken utbröts 10 april 1647.
Vid kommunreformen 1862 övergick socknens ansvar för de kyrkliga frågorna till Tångeråsa församling och för de borgerliga frågorna till Tångeråsa landskommun. Landskommunen inkorporerades 1952 i Viby landskommun som 1965 uppgick i Hallsbergs köping. Detta område utbröts därefter 1967 och överfördes till Lekebergs landskommun som 1971 uppgick i Örebro kommun. 1995 skedde sedan en utbrytning då detta område blev en del i den då återbildade Lekebergs kommun. Församlingen uppgick 2006 i Edsbergs församling.
1 januari 2016 inrättades distriktet Tångeråsa, med samma omfattning som församlingen hade 1999/2000.
Socknen har tillhört fögderier, tingslag och domsagor enligt vad som beskrivs i artikeln Edsbergs härad. De indelta soldaterna tillhörde Närkes regemente, Edsbergs kompani och Livregementets husarkår, Västernärke skvadron.

## Geografi
Tångeråsa socken ligger på Närkeslättens sydvästra del. Socknen är delvis skogig och hade tidigare stora moss- och kärrmarker.

## Fornlämningar
Ett litet gravfält och stensättningar från järnåldern är funna. I en mosse har påträffats långa medeltida kavelbroar.

## Namnet
Namnet (1335 Tangäraas) kommer platsen där kyrkan anlagts. Efterleden är ås. Förleden inneheåller tång, 'utskjutande udde'. Då dagens kyrka inte ligger på en höjd kan namnet möjligen tagits från en äldre plats för kyrkan vid dagens gårdar Kyrkotorp och Kyrkåsen.

## Befolkningsutveckling
| Befolkningsutvecklingen i Tångeråsa socken 1800–1990                                                    | Befolkningsutvecklingen i Tångeråsa socken 1800–1990 | Befolkningsutvecklingen i Tångeråsa socken 1800–1990 | Befolkningsutvecklingen i Tångeråsa socken 1800–1990 | Befolkningsutvecklingen i Tångeråsa socken 1800–1990 |
| --- | ---------------------------------------------------- | ---------------------------------------------------- | ---------------------------------------------------- | ---------------------------------------------------- |
| |                                                      |                                                      |                                                      |                                                      |
| År |                                                      |                                                      | Folkmängd                                            |                                                      |
| 1800 | 1800                                                 |                                                      | 423                                                  |                                                      |
| 1810 | 1810                                                 |                                                      | 479                                                  |                                                      |
| 1820 | 1820                                                 |                                                      | 479                                                  |                                                      |
| 1830 | 1830                                                 |                                                      | 496                                                  |                                                      |
| 1840 | 1840                                                 |                                                      | 554                                                  |                                                      |
| 1850 | 1850                                                 |                                                      | 577                                                  |                                                      |
| 1860 | 1860                                                 |                                                      | 606                                                  |                                                      |
| 1870 | 1870                                                 |                                                      | 707                                                  |                                                      |
| 1880 | 1880                                                 |                                                      | 810                                                  |                                                      |
| 1890 | 1890                                                 |                                                      | 735                                                  |                                                      |
| 1900 | 1900                                                 |                                                      | 650                                                  |                                                      |
| 1910 | 1910                                                 |                                                      | 553                                                  |                                                      |
| 1920 | 1920                                                 |                                                      | 545                                                  |                                                      |
| 1930 | 1930                                                 |                                                      | 460                                                  |                                                      |
| 1940 | 1940                                                 |                                                      | 360                                                  |                                                      |
| 1950 | 1950                                                 |                                                      | 327                                                  |                                                      |
| 1960 | 1960                                                 |                                                      | 233                                                  |                                                      |
| 1970 | 1970                                                 |                                                      | 155                                                  |                                                      |
| 1980 | 1980                                                 |                                                      | 114                                                  |                                                      |
| 1990 | 1990                                                 |                                                      | 88                                                   |                                                      |
| Anm: Källor: Umeå universitet - Tabellverket 1749-1859, Demografiska databasen, CEDAR, Umeå universitet |                                                      |                                                      |                                                      |                                                      |